# Křištálová studánka
Křištálová studánka je studánka u obce Bohuslávky na úpatí pohoří Oderské vrchy ve svahu kopce Neplachov. Nachází se v na katastrálním území vesnice Slavkov, místní části obce Kozlov v okrese Olomouc v Olomouckém kraji. Voda ze studánky by měla být pitná.

## Další informace
Na místě se nachází krytá studna a vedle ní zastřešená studánka. Ze zděného základu je vyvedena nerezová trubka, ze které vytéká voda. Voda ze studánky patří do povodí řeky Bečvy a veletoku Dunaj v úmoří Černého moře a je také využívána místními jako zdroj pitné vody. Místo je celoročně volně přístupné. Západním směrem, ve vzdálenosti cca 430 m, se nachází okružní Študentova lesní naučná stezka, kde je také blízká bezejmenná studánka.

## Galerie

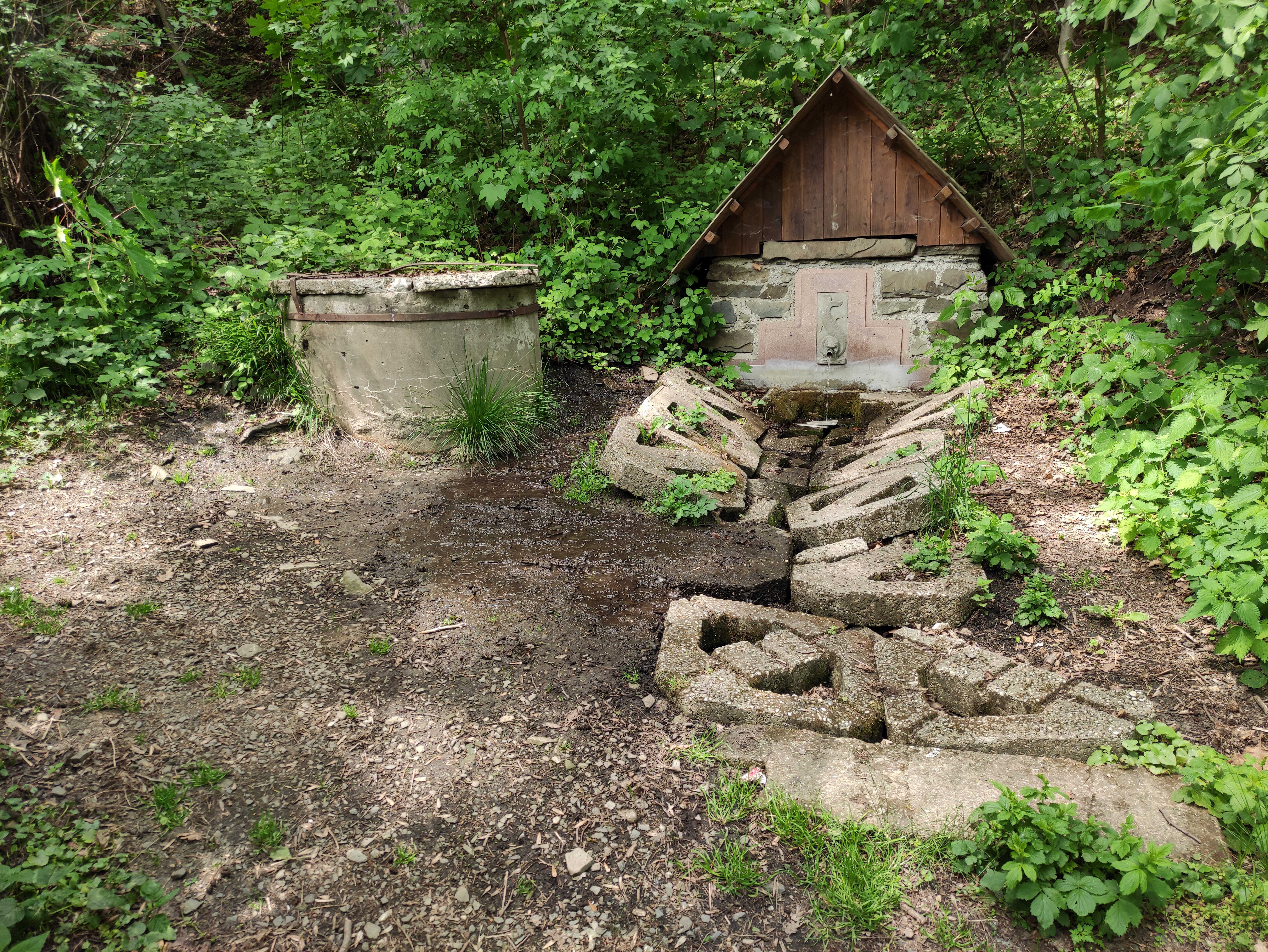